# Бей-Паркуэй (линия Си-Бич, Би-эм-ти)
|   |   |   |   |   |   |
| · | · | · | · | · | · |

|   |   |   |   |   |   |
| · | · | · | · | · | · |

«Бей-Паркуэй» (англ. Bay Parkway) — станция Нью-Йоркского метрополитена, расположенная на линии Си-Бич, Би-эм-ти. Станция находится в Бруклине, в округе Бенсонхерст, на пересечении Западной 7-й улицы с Бей-Паркуэй. На станции останавливаются маршруты N (круглосуточно) и W (часть рейсов в часы пик в пиковом направлении).
Станция наземная, расположена на четырёхпутной линии и представлена двумя боковыми платформами, обслуживающими только внешние (локальные) пути. Два центральных экспресс-пути не используются для маршрутного движения поездов, и за всю историю подземки использовались только в 1967 — 1968 годах час пиковым суперэкспрессом NX. Платформы на всем протяжении оборудованы навесом. Стены окрашены в бежевый, а колонны в зелёный цвета.
Платформы несколько длиннее, нежели у других станций этой линии. Это объясняется большим расстоянием между Авеню О и Бей-Паркуэй, к которым станция имеет выход. Восточный экспресс-путь (на Манхэттен) работает в режиме однопутного перегона, так как другой экспресс-путь разобран на некоторых участках. Таким образом линия как таковая является трёхпутной, а центральный экспресс-путь может использоваться для движения в обоих направлениях.
Станция имеет два выхода, оба из которых представлены лестницами и вестибюлем с турникетным павильоном. Основной выход расположен на северном конце станции и приводит к перекрёстку Бей-Паркуэй с 66-й улицей. Второй выход расположен с южного конца платформ и приводит к перекрёстку Западной 7-й улицы с Авеню О. Этот выход представлен только полноростовыми турникетами и работает только на выход пассажиров со станции.